# Neohelina
Neohelina är ett släkte av tvåvingar som ingår i familjen husflugor. Släktet innehåller två arter, Neohelina flavomarginata och Neohelina semivittata.